# Bổ thể

Sơ đồ hệ thống bổ thể

Bổ thể là một nhóm protein huyết thanh và là một bộ phận của hệ miễn dịch. Sự kết hợp của bổ thể và kháng thể có vai trò rất quan trọng trong việc loại trừ mầm bệnh. Bổ thể được kích hoạt ngay khi mầm bệnh vừa xâm nhập vào cơ thể và không có tính đặc hiệu của kháng nguyên nên bổ thể được xem như là thành phần thuộc hệ thống miễn dịch bẩm sinh không đặc hiệu. Ngoài ra, kháng thể cũng có khả năng hoạt hóa một vài protein của bổ thể. Quá trình này cũng là một phần trong miễn dịch dịch thể.
Các protein của bổ thể được sinh ra ở các tế bào gan và đại thực bào. Chúng tồn tại trong hệ thống tuần hoàn như những phân tử không hoạt động. Một vài protein của bổ thể thì ở dạng tiền enzyme (Pro–enzyme). Khi được hoạt hóa, các phân tử này trở thành các enzyme protease. Các enzyme này sẽ cắt cầu nối peptide của những protein bổ thể khác để hoạt hóa những protein này. Một protease có thể hoạt hóa được rất nhiều phân tử protein. Quá trình hoạt hóa này sẽ được khuếch đại một cách nhanh chóng để tạo nên hàng triệu phân tử hoạt động.

## Lịch sử
Cuối thế kỷ 19, người ta tìm thấy trong huyết tương những nhân tố hay yếu tố có khả năng diệt vi khuẩn. Năm 1895, Jules Bordet chứng minh rằng yếu tố này có thể được phân tích thành 2 thành phần: thành phần ổn định với nhiệt và thành phần không ổn định với nhiệt (nó mất hiệu lực nếu huyết thanh đã được đun nóng đến 56 °C). Thành phần không ổn định với nhiệt ngày nay được biết đến với tên gọi là bổ thể (complement).
Thuật ngữ "bổ thể" đã được Paul Ehrlich giới thiệu vào cuối thập niên 1890 trong một phần của học thuyết về hệ thống miễn dịch của ông. Theo học thuyết này, hệ thống miễn dịch gồm có những tế bào có các thụ thể đặc biệt trên bề mặt của nó để nhận diện kháng nguyên. Nhờ vào sự tạo miễn dịch với kháng nguyên, rất nhiều receptor được hình thành, và sau đó chúng được tỏa ra từ tế bào vào vòng tuần hoàn máu. Những receptor này, mà được gọi là kháng thể, đã được Ehrlich gọi là "định kháng thể lưỡng hợp" để nhấn mạnh hai chức năng gắn kết của chúng: chúng nhận ra và bắt kháng nguyên đặc hiệu, nhưng đồng thời chúng cũng nhận ra và liên kết với các thành phần không ổn định với nhiệt chống vi khuẩn. Vì thế, Ehrlich đặt tên cho thành phần không ổn định với nhiệt là bổ thể, vì nó là thứ trong máu mà bổ sung cho tế bào trong hệ thống miễn dịch.
Ehrlich tin rằng mỗi kháng thể lưỡng hợp xác định kháng nguyên có bổ thể xác định riêng của nó trong khi Bordet tin rằng chỉ có một loại bổ thể duy nhất. Trong những năm đầu thế kỷ 20, cuộc tranh luận này đã được giải quyết khi nó được hiểu rằng bổ thể có thể hoạt động trong sự liên kết với kháng thể xác định hoặc mình nó trong cách không xác định.

## Thành phần
Bao gồm các nhóm sau
- Những protein thành phần của bổ thể được đánh số từ C1 đến C9 theo trình tự mà chúng tham gia phản ứng (trừ C4 là ký hiệu theo trình tự phát hiện bổ thể). Trong suốt quá trình hoạt hóa, một vài thành phần cấu trúc bổ thể được xẻ làm 2 phần. Phần lớn hơn của phân tử được gọi là b (binding) thường gắn kết với mầm bệnh, trong khi phần nhỏ hơn gọi là a (activated) có thể phân tán đi (trừ C2: phần lớn là C2a và phần nhỏ là C2b, vì vậy ngày nay để tránh nhầm lẫn, một số tài liệu ký hiệu phần lớn là C2b và phần nhỏ là C2a).
- Các yếu tố: B, H, I, P (properdin), MBL, MASP – 1, MASP – 2 (MBL Assosiated Serine Protease)
- Yếu tố điều hòa: C1 Inhibitor (C1 – INH = Serpin), C4 – Binding protein (C4 – PB), Yếu tố tăng cường thoái biến (Decay Accellerating factor), Thụ thể 1 (CR1); Protein – S (vitronectin).

## Vai trò
- Hoạt tính làm tan tế bào: phức hợp tấn công màng MAC (membrane attack complex) chọc thủng màng tế bào, tạo các lỗ trên màng làm tan tế bào, gây chết tế bào
- Tham gia cơ chế opsonin hóa: làm cho việc thực bào dễ dàng hơn
- Tăng cường đáp ứng viêm:các độc tố phản vệ có tác dụng co bóp cơ trơn, tăng tính thấm thành mạch giúp cho sự thoát mạch, kích thích tế bào Mast giải phóng các chất trung gian gây viêm như histamin
- Tính hóa hướng động: có khả năng thu hút các tế bào thực bào

## Các cơ chế hoạt động
- Để có được hiệu lực bảo vệ cơ thể chống lại sự xâm nhập của mầm bệnh, các protein bổ thể thành phần phải được hoạt hóa. Các thành phần này được kích hoạt thông qua ba con đường khác nhau. Các con đường hoạt hóa được khởi động bằng các protein bổ thể khác nhau nhưng lại sản sinh ra cùng một bộ các phân tử hoạt động.Các con đường này là:
  - Con đường cổ điển
  - Con đường luân phiên
  - Con đường lectin
- Sau khi hoạt hóa, hệ thống bổ thể có 3 cách để bảo vệ cơ thể chống lại sự xâm nhiễm của vật ngoại lai
  - Thứ nhất, nó sản sinh ra một lượng lớn protein bổ thể đã được hoạt hóa để liên kết với mầm bệnh, opsonin hóa chúng để tạo điều kiện cho các đại thực bào mà có receptor với bổ thể "ăn" các mầm bệnh
  - Thứ hai, những mảnh nhỏ của các protein bổ thể làm tăng cường đáp ứng viêm. Ngoài ra một trong những mảnh đó có hoạt tính hóa hướng động nhằm thu hút bạch cầu
  - Thứ ba, những thành phần cấu trúc bổ thế ở giai đoạn cuối hủy hoại một số vi khuẩn bằng cách tạo ra những lỗ trên màng của nó

### Các con đường hoạt hóa

#### Con đường cổ điển
Đây là con đường hoạt hóa có vai trò quan trọng trong sự miễn dịch bẩm sinh và sự miễn dịch đặc hiệu, bởi vì:
- Con đường này được hoạt hóa thông qua một đáp ứng miễn dịch nhờ sự gắn kết C1q vào phức hợp KN-KT (có thể gọi là con đường hoạt hóa phụ thuộc vào kháng thể)
- Con đường này đồng thời có thể được khởi động bởi sự gắn kết trực tiếp C1q (protein đầu tiên của dây chuyền hoạt hóa bổ thể) lên bề mặt vật ngoại lai.

##### Các protein thành phần
Các protein tham gia vào con đường cổ điển gồm: C1qrs, C2, C3, C4

##### Diễn biến của quá trình hoạt hóa
- Sự hoạt hóa C1 là sự kết nối của C1 vào kháng thể thông qua C1q dẫn đến sự hoạt hóa C1r, và tiếp đó là sự hoạt hóa của C1s. Kết quả là tạo thành phức hợp C1qrs hoạt hóa và nó sẽ cắt C4 thành 2 phần là C4a và C4b
- Sự hoạt hóa C2 và C4 (sự tạo thành C3 convertase): mảnh C4b gắn kết vào màng và mảnh C4a được phóng thích ra ngoài dịch. Tiếp đó thì C1qrs sẽ cắt C2 thành C2a và C2b (C2b là mảnh lớn còn C2a là mảnh nhỏ). C2b gắn vào màng, kết nối với C4b tạo thành phức hợp C4bC2b, hay còn gọi là C3 convertase và nó sẽ cắt C3 thành C3a và C3b
- Sự hoạt hóa C3 (sự tạo thành C5 convertase): C3b gắn và màng bằng cách liên kết với C4b và C2b, còn C3a được giải phóng ra thể dịch. Kết quả tạo thành phức hợp C4bC2bC3b, hay chính là C5 convertase. Sự tạo thành C5 convertase là kết thúc con đường hoạt hóa cổ điển.

#### Con đường luân phiên
Con đường thứ ba của quá trình hoạt hóa bổ thể có tên gọi là con đường nhánh (alternative pathway). Mặc dù về mặt tiến hóa trong sinh học con đường nhánh xuất hiện sớm hơn con đường cổ điển (classical pathway) nhưng nó có tên là "nhánh" vì nó được phát hiện sau con đường cổ điển.
Điều làm cho con đường nhánh trở nên rất quan trọng, đó là: không cần thiết phải có phản ứng kháng nguyên-kháng thể để khởi động hệ thống bổ thể, mà chỉ cần các tác nhân bề mặt tự nhiên như: vỏ tế bào nấm men, polysaccarrit vỏ vi khuẩn, nọc rắn hổ mang, hồng cầu thỏ... Vì thế, khi mầm bệnh lần đầu tiên xâm nhập vào cơ thể, trong điều kiện kháng thể đặc hiệu để chống lại mầm bệnh này vẫn chưa được tạo ra, thì con đường nhánh vẫn có thể được khởi động để chống lại kháng nguyên lạ này.
Đi theo con đường này, hệ thống bổ thể có cơ chế như thế nào để có thể tạo ra convertase C5. Điều này sẽ được làm rõ qua vai trò của các yếu tố sau đây tham gia vào con đường nhánh:

##### Diễn biến
- C3 có rất nhiều trong huyết tương. Do đó có một số C3 được trải qua quá trình thủy phân tự động và chuyển thành C3(H2O). Nhờ tạo ra dạng C3 mới đó, mà yếu tố B mới có thể bám vào C3(H2O). Sự bám này cho phép yếu tố D cắt yếu tố B thành 2 mảnh Ba (mảnh nhỏ) và Bb (mảnh lớn) tạo thành phức hợp C3(H2O)Bb.
- Phức hợp C3(H20)Bb là một convertase C3, tuy chỉ hình thành một lượng nhỏ nhưng có thể phân cắt rất nhiều phân tử C3 thành C3a và C3b.
- Chú ý rằng rất nhiều C3b bị bất hoạt bởi hiện tượng hủy phân, chỉ những C3b nào bám được lên bề mặt tế bào chủ hoặc tế bào vật ngoại lai mới có khả năng hoạt động.
- Những C3b có khả năng hoạt động, vừa được tạo ra từ phức hợp C3b(H2O)Bb, sẽ lại liên kết với yếu tố B. Khi đó yếu tố B để lộ ra vị trí chịu tác dụng của yếu tố D. Và dưới tác dụng của yếu tố D, thì yếu tố B nằm trong phức hợp C3bBb bị phân tách ra làm 2 mảnh Ba và Bb được gắn trong phức hợp C3bBb. Đây chính là dạng phức hợp chủ lực để phân cắt C3 thành C3a và C3b.Và cứ thế tiếp tục tạo ra các convertase C3.
- Tuy nhiên cần nhấn mạnh, khi C3bBb bám lên bề mặt tế bào chủ thì các protein điều hòa bổ thể (CR1, H, MCP, DAF) sẽ cạnh tranh gắn kết với C3b và đẩy Bb ra để tạo phức hợp mới. Vì thế cắt đứt con đường tạo convertase C3. Trong khi đó C3bBb bám lên bề mặt vật ngoại lai vẫn có thể phân cắt C3 thành C3a và C3b được là do:
  - Vật ngoại lai thiếu các protein điều hòa
  - Có thêm yếu tố P được hấp phụ vào nhóm C3bBb làm cho ổn định phức hợp C3bBb

- Bước tiếp theo trong chuỗi phản ứng dây chuyền hoạt hóa bổ thể là tạo ra convertase C5. Trong con đường cổ điển và MB-lectin thì convertase C5 được hình thành bằng cách: Gắn C3b vào convertase C3 (C4bC2a) thành C4bC2aC3b. Cũng với cách đó, convertase C5 được hình thành theo con đương nhánh cũng bắt đầu từ sự bám của C3b vào C3bBb thành C3bBbC3b.

### Cơ chế bảo vệ cơ thể của hệ thống bổ thể

#### Giai đoạn dẫn đến tổn thương màng
Cả ba con đường hoạt hóa hệ thống bổ thể cuối cùng đều dừng lại ở một mốc chung, đó là tạo ra convertase C5 (C4bC2aC3b/C3bBbC3b)-có vai trò như một chất xúc tác.Từ đây mở ra một giai đoạn quyết định để chống lại các vật lạ xâm nhập.
Để hình thành phức hợp MAC,bước đầu tiên là phân cắt C5 thành C5a và C5b bằng cách:
- C5 sẽ liên kết với C3b của convertase C5 -được hình thành từ giai đoạn trên
- Sau đó C2a và Bb (thành phần của convertase C5) sẽ cắt C5 thành 2 mảnh C5a (nhỏ) và C5b (lớn)

- C5b có 2 vị trí gắn: một vị trí gắn vào tế bào đích ngay sau khi C5b được tạo thành và một vị trí gắn với C6 để tạo phức hợp C5bC6. Sau đó phức hợp này lại gắn với C7 để tạo thành C5bC6C7.
- Tiếp theo là C8, nó là một phức hợp gồm 2 protein, C8β và C8α-γ. Trong đó,C8β vừa liên kết với màng tế bào mầm bệnh, vừa liên kết với C5b trong phức hợp C5bC6C7. Nhờ vậy mà phần kỵ nước của C8α-γ có thể xuyên qua lớp màng lipid kép.
- Cuối cùng là sự trùng hợp của 10-16 phân tử C9 vào cấu trúc lỗ trên màng.

#### Sự tăng cường đáp ứng viêm
Trong quá trình hoạt hóa hệ thống bổ thể, hoạt động phân cắt C4,C3 hay C5 nhờ các phức hợp xúc tác luôn tạo ra 2 mảnh: 1 nhỏ và 1 lớn. Mảnh lớn được giữ lại trong các phức hợp để tiếp tục tham gia tạo MAC. Còn các mảnh nhỏ được giải phóng ra ngoài thể dịch thực hiện chức năng riêng của nó.
Các mảnh nhỏ được đề cập chính là các C3a,C4a và C5a, hoạt động trên các receptor riêng biệt để gây nên các đáp ứng viêm cục bộ. Trong 3 chất thì C5a là có hoạt tính cao nhất.
Cả C3a,C4a,C5a đều gây ra các triệu chứng như co thắt cơ trơn, tăng tính thấm thành mạch, tăng cường sự liên kết của bạch cầu lên thành mạch tại nơi bị viêm. Dẫn đến:
- Rò rỉ các chất dịch từ mạch máu
- Sự thoát khỏi mạch máu các phân tử miễn dịch và bổ thể
- Tăng sự di chuyển của các đại thực bào, lympho hay PMNs đến vùng mô có sự xâm nhiễm của mầm bệnh. Đồng thời hoạt động của các tế bào này cũng được tăng cường.

Đặc biệt C5a còn:
- hoạt hóa tế bào Mast giải phóng ra các chất hóa học trung gian như histamine và TNF-α gây ra các đáp ứng khi viêm.
- C5a có tính hóa hướng động hấp dẫn các bạch cầu trung tính, đại thực bào đến thực bào các vật ngoại lai

=>Kết thúc giai đoạn này, phức hợp tấn công màng đã để lại vô số các lỗ thủng trên lớp màng lipid kép. Đường kính của các lỗ này khoảng 10 A0, cho phép các chất hòa tan và nước vận chuyển tự do qua màng, dẫn đến sự mất cân bằng trong tế bào vật lạ. Hơn nữa,một số enzyme như lysozym có thể xâm nhập vào làm tan tế bào. Cuối cùng sẽ tiêu diệt vật ngoại lai.

#### Sự opsonin hóa
- Một vai trò cũng rất quan trọng của bổ thể là tham gia vào sự opsonin hóa.
- Một mầm bệnh lạ khi xâm nhập vào cơ thể, sẽ xảy ra quá trình tiếp xúc giữa kháng nguyên và bổ thể. Khi đó hệ thống bổ thể đựợc hoạt hóa để chống lại mầm bệnh, nên cần chú ý đến sự sản sinh ra C3b và C5a.
  - C5a có tính hóa hướng động, vì thế có thể xem như một tác nhân hấp dẫn, mời gọi các bạch cầu trung tính, đại thực bào đến vây bắt vật lạ xâm nhập cơ thể
  - Tuy nhiên, cũng cần một yếu tố để giúp các bạch cầu này dễ dàng nhận diện, lúc này chính là vai trò của C3b trong cơ chế opsonin:
- Nếu kháng nguyên lạ xâm nhập cơ thể lần đầu tiên thì kháng nguyên đó sẽ được bao phủ bởi yếu tố bổ thể C3b, đây là điều quan trọng giúp cho các tế bào thực bào, đặc biệt là các đại thực bào nhận diện và "ăn" kháng nguyên lạ đó.Vì trên các tế bào ấy có các receptor cho yếu tố C3b, nên đã tạo được điều kiện thuận lợi cho sự thực bào.
- Nếu kháng nguyên lạ đã từng xâm nhập vào cơ thể, thì cơ thể sẽ có kháng thể chống lại bệnh, lúc này kháng nguyên lạ sẽ có cả kháng thể và bổ thể gắn lên bề mặt. Mặt khác trên bề mặt tế bào thực bào có receptor cho kháng thể, và cũng có cả thụ thể của bổ thể C3b, vì vậy xuất hiện cả hai tín hiệu giúp tế bào thực bào nhận diện. Điều này tạo sự dễ dàng hơn cho việc gắn kháng nguyên vào tế bào thực bào. Chính sự gắn kết này đã thúc đẩy cho tiến trình phá hủy kháng nguyên.

## Sự điều hòa hoạt động bổ thể

### Các yếu tố điều hòa
| Các yếu tố điều hòa bổ thể                    |             |                                                          |
| Yếu tố điều hòa                               | Vị trí      | Chức năng                                                |
| C1 INH                                        | Huyết thanh | Cắt đứt liên kết của C1 đã hoạt hóa                      |
| C4 binding protein (C4BP)                     | Huyết thanh | Cắt đứt liên kết C3 convertase ở con đường cổ điển       |
| C4 binding protein (C4BP)                     | Huyết thanh | Cofactor cho yếu tố I                                    |
| Properdin                                     | Huyết thanh | Ổn định C3bBb3b                                          |
| Factor H                                      | Huyết thanh | Cắt đứt liên kết của C3 convertase trong con đường nhánh |
| Factor H                                      | Huyết thanh | Cofactor cho yếu tố I                                    |
| Factor I                                      | Huyết thanh | Làm thoái biến C4b và C3b                                |
| Serum proteases                               | Huyết thanh | Bất hoạt độc tố phản vệ (C3a, C4a)                       |
| S protein(vitronectin)                        | Huyết thanh | Ngăn cản sự gắn kết lên màng của C567                    |
| CR1                                           | Màng        | Cắt đứt liên kết của C3 convertase                       |
| CR1                                           | Màng        | Cofactor cho yếu tố I                                    |
| Decay Accelerating Factor (DAF, CD55)         | Màng        | Cắt đứt C3, C5 convertase                                |
| Decay Accelerating Factor (DAF, CD55)         | Màng        | Cofactor cho yếu tố I                                    |
| Membrane Cofactor Protein (MCP, CD46)         | Màng        | Cofactor cho yếu tố I                                    |
| Homologous RestrictionFactor (HRF, C8BP, MIP) | Màng        | Ức chế sự hình thành MAC                                 |
| MIRL (protectin, CD59)                        | Màng        | Ức chế sự hình thành MAC                                 |

C1-INH: nó gắn kết vào phức hợp C1r:C1s hoạt động và làm cho phức hợp này tách ra khỏi C1q (phần đang gắn vào bề mặt tế bào) Bằng cách này, C1-INH hạn chế sự phân cắt C2 và C4 bởi C1s. C1-INH là yếu tố điều hòa chính của con đường cổ điển vì C1qrs là bước đầu tiên của tiến trình: cắt đứt C1 dẫn đến ngưng sự hoạt hóa tất cả các thành phần khác
DAF : DAF là yếu tố điều hòa cần thiết cho con đường nhánh vì nó ngăn cản sự hoạt hóa tự động C3b bằng cách ngăn cản sự gắn kết của yếu tố B vào C3b
Cơ chế hoạt động của DAF: Khi C3b gắn kết vào thụ thể CR1 trên màng tế bào vật chủ, nó đồng thời được gắn kết vào DAF trên màng và làm hoạt hóa DAF. DAF được hoạt hóa sẽ có chức năng như 1 bức tường gạch ngăn cản sự kết hợp giữa C3b và yếu tố B. Thêm vào đó, nếu C3b đã gắn kết với Bb trước khi đến gắn kết với CR1 của màng tế bào vật chủ thì DAF sẽ có tác dụng tách Bb ra khỏi C3b, dẫn đến phá vỡ phức hợp C3bBb
CR1 và MCP: là hai loại protein màng tế bào vật chủ mà gắn kết C3b và C4b đồng thời là cofactor cho yếu tố I. Thành tế bào vi khuẩn thiếu những protein bảo vệ này và không thể tăng cường sự phá hủy C3b và C4b. Thay vào đó những protein này hoạt động như những vị trí gắn kết cho yếu tố B và C2, tăng cường sự hoạt hóa bổ thể
Factor I: khi C3b gắn kết vào CR1 trên màng tế bào, nó trở nên nhạy cảm và dễ dàng bị yếu tố I cắt thành iC3b (dạng bất hoạt của C3b). C4b cũng bị bất hoạt bằng cách bị yếu tố I cắt thành C4c và C4d
Yếu tố H: là 1 yếu tố điều hòa quan trọng tại màng tế bào. Yếu tố H và yếu tố P cạnh tranh với nhau để gắn kết với C3b mà đã gắn vào màng tế bào. Nếu yếu tố P thắng, trong trường hợp trên màng tế bào vi khuẩn thì nhiều C3b, Bb C3 convertasa và sự hoạt hóa bồ thể được tăng cường. Nếu yếu tố H thắng như trường hợp trên tế bào vập chủ, sau đó C3b gắn kết trên màng tế bào sẽ bị cắt bởi yếu tố I trở thành iC3b và sự hoạt hóa bổ thể bị ức chế.
Protein S: khi một số phức hợp C5bC6C7 được hình thành có thế không liên kết với màng tế bào mầm bệnh mà lại đi vào thể dịch, từ đó chúng có thể gắn kết với các tế bào lành của vật chủ và làm tan chúng. Sự hủy hoại cái tế bào vật chủ này được ngăn chặn bởi protein S. Protein S gắn kết vào phức hợp C5bC6C7 từ đó ngăn nó gắn vào các tế bào khác

## Tóm tắt
Hệ thống bổ thể là một trong những cơ chế chủ chốt, từ sự nhận ra mầm bệnh, bổ thể được biến đổi thành hàng rào phòng thủ có hiệu quả của vật chủ chống lại sự nhiễm trùng ban đầu.
Bổ thể là 1 hệ thống các protein huyết tương mà có thể được hoạt hóa trực tiếp bởi mầm bệnh hay gián tiếp bởi mầm bệnh có liên kết kháng thể. Nó mở đầu cho chuỗi phản ứng xảy ra trên bề mặt mầm bệnh và sinh ra những thành phần hoạt động với những chức năng khác nhau.
Có ba con đường hoạt hóa bổ thể: con đường kinh điển mà khởi đầu trực tiếp bởi mầm bệnh hoặc gián tiếp bởi kháng thể liên kết với bề mặt mầm bệnh, con đường MB-lectin và con đường nhánh mà cũng cung cấp vòng mở rộng cho hai con đường kia. Cả ba con đường đều có thể khởi đầu không phụ thuộc vào kháng thể như một phần của sự miễn dịch bẩm sinh. Sự kiện đầu của cả ba con đường gồm 1 chuỗi các phản ứng phân tách mà sản phẩm phân tách lớn hơn ràng buộc với bề mặt mầm bệnh và góp phần hoạt hóa thành phần tiếp theo. Các con đường hội tụ với sự hình thành enzyme C3 convertase, mà phân tách C3 sinh ra C3b thành phần bổ thể hoạt động. Sự liên kết lượng lớn những phân tử C3b với mầm bệnh là sự kiện chính của sự hoạt hóa bổ thể. Các thành phần bổ thể ràng buộc, đặc biệt ràng buộc C3b và những mảnh không hoạt động của nó, được chấp nhận bởi những receptor bổ thể xác định trên tế bào bạch huyết cầu, mà nhấn chìm mầm bệnh xử lý bằng opsonin bởi C3b và những mảnh không hoạt động của nó. Những mảnh phân tách nhỏ của C3, C4 và đặc biệt là C5, bạch huyết cầu mới xác định sự nhiễm trùng và hoạt hóa chúng bằng cách liên kết với những receptor kết hợp protein và trimeric G xác định. Cùng với nhau, những hoạt động này thúc đẩy sự hấp thu và phá hủy mầm bệnh bởi bạch cầu. Những phân tử C3b mà liên kết với C3 convertase tự nó khởi động những sự kiện sau đó, sự liên kết C5 làm cho nó dễ bị phân tách bởi C2b hoặc Bb. Mảnh lớn C5b khởi động sự tập hợp của phức hợp tấn công màng, mà có thể đưa đến kết quả là giảm dần mầm bệnh nào đó. Sự hoạt động của những thành phần bổ thể được điều chỉnh bởi hệ thống protein điều hòa mà ngăn cản các mô bị hư hại như là kết quả của sự liên kết vô ý của thành phần bổ thể đã hoạt hóa đến tế bào chủ thể hoặc sự hoạt hóa tự nhiên của thành phần bổ thể trong huyết tương.